# Mount Schmid
Mount Schmid är ett berg i Antarktis. Det ligger i Västantarktis. Chile gör anspråk på området. Toppen på Mount Schmid är 2 430 meter över havet.
Terrängen runt Mount Schmid är bergig åt sydost, men åt nordväst är den kuperad. Trakten är obefolkad. Det finns inga samhällen i närheten. 